# Distretto di Parasi
Il distretto di Parasi è un distretto del Nepal. In seguito alla riforma costituzionale del 2015 fa parte della provincia di Lumbini, che fino al 6 ottobre 2020 era chiamata provincia No. 5.
Il capoluogo è Ramgram.
Il distretto è stato costituito nel 2015 quando, con l'entrata in vigore della nuova costituzione è stato abrogato il distretto di Nawalparasi il cui territorio è stato diviso tra i nuovi distretti di Nawalpur e distretto di Parasi.

## Municipalità
Il distretto è suddiviso in setto municipalità, quattro rurali e tre urbane.
- Bardaghat
- Ramgram
- Sunwal
- Susta
- Palhi Nandan
- Pratappur
- Sarawal